# Geografia timpului
Geografia timpului sau Geografia spațio-temporală a fost promovată de geograful suedez Torsten Hägerstrand care a pus accent pe factorul timp în studiile sale asupra spațialității activităților umane.